# وسام الشرف للخدمات المقدمة إلى جمهورية النمسا
وسام الشرف للخدمات المقدمة إلى جمهورية النمسا ويطلق عليه بالألمانية (Ehrenzeichen für Verdienste um die Republik Österreich) وتعني أيضًا وسام الشرف الشرق للخدمات المقدمة إلى الجمهورية النمساوية.
وهو شرف وطني يتم تقديمه من قبل الجمهورية النمساوية.
ويُقدم الوسام على خمس عشرة درجة وهو أعلى وسام وطني في النمسا.

## التاريخ
وسام الشرف للخدمات المقدمة إلى الجمهورية النمساوية تم تأسيسه من قبل المجلس الوطني بتاريخ 1952 ميلادي. تم منحه من قبل الجمهورية النمساوية لتكريم الناس (سواء كانوا من النمسا أو من خارجها) الذين قاموا بتقديم خدمات مميزة جديرة بالتقدير لصالح البلاد. ويتم تحديد المستفيدين منه من قبل الحكومة. الجوائز يتم تقديمها من قبل الرئيس وذلك وفقًا للقوانين التي لها صلة وترتبط بذلك. رئيس الدولة النمساوية يحصل بشكل تلقائي على الجراند ستار (أي النجمة الكبيرة) لوسام الشرف للخدمات المقدمة للجمهورية النمساوية وذلك بمجرد انتخابه لهذا المنصب ويحمل هذا الشرف لباقي حياته. يجب عدم الخلط بين هذا الوسام والأوسمة الأخرى في التشريف والتكريم النمساوي مثل وسام النمسا للعلوم والفنون.
وسام الشرف للخدمات المقدمة إلى الجمهورية النمساوية مقسم إلى 15 مستوى كما يلي:
1. الجراند ستار
2. وسام الشرف الكبير ويكون مع وشام (ذهبي)
3. وسام الشرف الكبير ويكون مع وشام (فضي)
4. وسام الشرف الكبير مع نجمة (ذهبي)
5. وسام الشرف الكبير مع نجمة (فضي)
6. وسام الشرف الكبير (ذهبي)
7. وسام الشرف الكبير (فضة)
8. وسام الشرف الكبير
9. وسام الشرف الكبير بالذهب
10. وسام الشرف الكبير بالفضة
11. وسام الاستحقاق (ذهبي)
12. وسام الاستحقاق (فضي)
13. الميدالية الذهبية
14. الميدالية الفضية
15. الميدالية البرونزية (لم يعد يتم منحها)

الميدالية الذهبية للخدمات المقدمة للجمهورية النمساوية أيضًا قد يتم منحها بوشاح أحمر مقدم للشجاعة وإنقاذ الحياة.
- المستويات الخمس العليا مع نجمة  تسمى نجمة "بريست"
- المستويات السبع السفلى مع الوسام
- الميداليات الثلاث مقسمة لثلاث مستويات (ذهبيةوفضية وبرونزية)

## أبرز الحائزين
يمكن أيضا رؤية List of honours of Austria awarded to heads of state and royalty
وفيما يلي قائمة لأبرز المستفيدين من الجراند ستار ولأبرز مستلميها وتم وضع بين القوسين سنة التسليم.

### أبرز مستلمي الجراند ستار

#### أبرز من استلمها من المنزل الملكي:
- هيلا سيلاسي، إمبراطور إثيوبيا من 1930 إلى 1974 (1954)
- محمد رضا بهلوي، إمبراطور إيران من 1941 إلى 1979 (1958)
- الإمبراطورة فرح، حليفة الإمبراطورة الإيرانية من 1959 إلى 1979 (1965)
- ألبرت الثاني، ملك البلجيكيين من 1993 إلى 2013 الآن الملك السابق (1958)
- ملكة باولا البلجيكية، ملكة البلجيكيين من 1993 إلى 2013 الآن ملكة سابقة (1997)
- إليزابيث الثانية، ملكة المملكة المتحدة وغيرها من عوالم الكومنولث منذ عام 1952 (1966)
- الأمير فيليب، دوق أدنبرة، رفيق إليزابيث الثاني من 1952 (1966)
- أولاف الخامس، ملك النرويج من 1957 إلى 1991 (1966)
- أكيهيتو، إمبراطور اليابان من 1989 إلى 2019 (1999)
- الإمبراطورة ميتشيكو، زوجة الإمبراطورة اليابانية من 1989 إلى 2019 (1999)
- قابوس بن سعيد آل سعيد، سلطان عمان منذ 1970 (2001)
- مارجريت الثاني ملك الدنمارك، ملكة الدنمارك منذ عام 1972 (1964)
- كارل السادس عشر غوستاف، ملك السويد منذ عام 1973 (1967)
- ملكة السويد سيلفيا، ملكة السويد منذ عام 1976 (1979)
- الحسن الثاني، ملك المغرب من 1961 إلى 1999
- هارالد الخامس، ملك النرويج منذ عام 1991
- ملكة النرويج سونيا، ملكة النرويج منذ عام 1991 (1978)
- عبد الله الثاني، ملك الأردن منذ عام 1999 (2001)
- الأميرة آن، الأميرة رويال منذ عام 1969
- هانز آدم الثاني، أمير ليختنشتاين منذ عام 1991
- الأميرة ماري، أميرة قرينة ليختنشتاين منذ عام 2004
- هنري، الدوق الأكبر في لوكسمبورغ، الدوق الأكبر في لوكسمبورغ من عام 2000 (2013)
- ماريا تيريزا، دوقة لوكسمبورغ الكبرى، 2000 (2013)
- خوان كارلوس الأول ملك إسبانيا ملك إسبانيا من 1975 إلى 2014، وهو الآن ملك سابق (1978)
- ملكة إسبانيا صوفيا، ملكة إسبانيا من 1975 إلى 2014، الآن ملكة سابقة (1978)

#### أبرز السياسين
- أدولف شارف، رئيس النمسا من 1957 إلى 1965 (1957)
- فرانز جوناس، رئيس النمسا من 1965 إلى 1974 (1965)
- جوزيف بروز تيتو، رئيس يوغوسلافيا من 1953 إلى 1980 (1965)
- رودولف كيرشلاغر، رئيس النمسا من 1974 إلى 1986 (1974)
- كورت فالدهايم، الأمين العام للأمم المتحدة من 1972 إلى 1981، ورئيس النمسا من 1986 إلى 1992 (1974)
- توماس كليستيل، رئيس النمسا بين عامي 1992 و 2004 (1992)
- إميل كونستانتينسكو، رئيس رومانيا من 1996 إلى 2000 (1999)
- أرباد غونتس، رئيس هنغاريا من 1990 إلى 2000 (1999)
- كونستانتينوس ستيفانوبولوس، رئيس اليونان من 1995 إلى 2005 (1999)
- بيتر ستويانوف، رئيس بلغاريا من 1997 إلى 2002 (1999)
- نور سلطان نزارباييف، رئيس كازاخستان من 1990 إلى 2019 (2000)
- ستيبان ميسيتش، رئيس يوغوسلافيا في عام 1991، ورئيس كرواتيا من 2000 إلى 2010 (2001)
- كارلو أزيليو شيامبي، رئيس إيطاليا من 1999 إلى 2006 (2002)
- خورخي سامبايو، رئيس البرتغال من 1996 إلى 2006 (2002)
- عبد العزيز بوتفليقة، رئيس الجزائر من 1999 إلى 2019 (2003)
- هاينز فيشر، رئيس النمسا من 2004 إلى 2016 (2004)
- جورجيو نابوليتانو، رئيس إيطاليا من 2006 إلى 2015 (2007)
- جاك شيراك، رئيس فرنسا من 1995 إلى 2007
- فرديناند ماركوس، رئيس الفلبين من 1965 إلى 1986
- ألكساندر فان دير بيلن، رئيس النمسا من 2017 إلى الوقت الحاضر (2017)
- مارسيلو ريبيلو دي سوزا، رئيس البرتغال من 2016 (2019)
- سيرجيو ماتاريلا، رئيس إيطاليا منذ عام 2015 (2019)

### آخرين استلموا الجائزة أيضًا
ممن استلموا الجوائز أيضًا:
- ديميتري شوستاكوفيتش (استلم وسام الشرف الكبير بالفضة، 1967)
- ويلي براندت، مستشار ألمانيا في الفترة من 1969 إلى 1974 (استلم وسام الشرف الكبير بالذهب مع وشاح، 1972)
- آنا فرويد (1975)
- Hilde Hawlicek (استلم وسام الشرف الكبير بالذهبية مع وشاح، 1980)
- Wolf In der Maur (استلم وسام الاستحقاق الكبير بالذهبية، 1985)
- Shoichiro Toyoda (استلم وسام الشرف الذهبي الكبير مع نجمة، 1999)
- راندولف م. بيل (استلم وسام الشرف الكبير بالفضة، 2004)
- جانيت شميد (استلم وسام الاستحقاق الذهبي، 2004)
- ستيوارت إيزنستات (وسام الشرف الكبير الذهبي مع النجوم، 2005)
- أندرياس مايسلينجر (وسام الشرف الفضي، 2005)
- كوفي عنان، الأمين العام للأمم المتحدة في الفترة من 1997 إلى 2006 (الوسام الذهبي الكبير، 2007)
- غيرهارد روم، المؤلف والملحن والفنان (وسام الشرف الذهبي، 2007)
- إرتورول غوناي، وزير الثقافة والسياحة في تركيا (وسام الشرف الكبير الذهبي مع وشاح، 2010)
- الأمير حسن بن طلال، (وسام الشرف الكبير الذهبي مع وشاح، 2004)
- كريستوف شونبورن، الكاردينال الروماني الكاثوليكي ورئيس أساقفة فيينا (وسام الشرف الكبيرالذهبي مع وشاح، 2008)
- الويس موك، نائب رئيس النمسا من 1987 إلى 1989 (وسام الشرف الكبير الذهبي مع وشاح)
- والتر شويمر (وسام الشرف الكبير الفضي بالنجوم)
- سيمون ويزنتال (وسام الشرف الكبير الذهبي للخدمات المقدمة لجمهورية النمسا، 2005)
- روث وودك (وسام الشرف الفضي، 2011)
- كريستينه نوستلنغر (وسام الشرف الكبير، 2011)
- إليزابيث بليبين كورين
- (ميب جيس (2009
- هانز دوبيدا، المجند في قاعة مشاهير معهد التراث الثقافي العالمي